# Râul Urmeniș, Sălaj
Râul Urmeniș este un curs de apă, afluent al râului Sălaj. 